# Quincunci

Punts disposats en quincunci

Un quincunci (del llatí quincunx, per 5) és la figura geomètrica resultant de la disposició de cinc elements iguals i coplanaris, quatre dels quals es troben sobre els vèrtexs d'un quadrat virtual, mentre que el cinquè ocupa el seu centre.
Els punts de la cinquena cara d'un dau clàssic de joc formen un quincunci.